# Шевченківський район (Львів)
Шевче́нківський райо́н — один з шести районів Львова, Львівської міської об'єднаної територіальної громади, що охоплює територію центрально-північної частини міста Львова (історичні дільниці : Голоско, Замарстинів, Збоїща, Підзамче, Гаврилівка, Жовківська Рогатка, Рясне, Клепарів,та місцевості : м. Дубляни, смт. Брюховичі, села: Збиранка, Зашків, Завадів, Зарудці, Гряда, Воля-Гомулецька, Великі Грибовичі, Малі Грибовичі, Малехів, Ситихів та Малі Підліски).

## Назва
Шевче́нківський райо́н з 01.01.2020 р. — найбільший за територією район м. Львова. Вулиця Шевченка (колишня Янівська) — одна з головних транспортних артерій  міста, є адміністративною межею, яка відокремлює його від Галицького та Залізничного районів. Вул. Богдана Хмельницького від вул. Опришківської до межі міста, є адміністративною межею, яка відокремлює його від Личаківського району.
| Рік  | мешканців |
| ---- | --------- |
| 2011 | 144 242   |
| 2010 | 144 830   |
| 2003 | 147 295   |

Національний склад Шевченківського району за переписом населення 2001 р.:
| Національність | %    |
| -------------- | ---- |
| українці       | 91,5 |
| росіяни        | 5,9  |
| поляки         | 0,8  |
| білоруси       | 0,3  |
| євреї          | 0,2  |
| роми           | 0,1  |
| вірмени        | 0,1  |
| інші           | 0,3  |
| не вказали     | 0,8  |

Розподіл національностей за рідною мовою:
| Національність | Усього, осіб | Частка, % | Рідна мова           | Рідна мова           | Рідна мова | Рідна мова | Рідна мова | Рідна мова |
| Національність | Усього, осіб | Частка, % | своєї національності | своєї національності | українська | українська | російська  | російська  |
| Національність | Усього, осіб | Частка, % | осіб                 | %                    | осіб       | %          | осіб       | %          |
| -------------- | ------------ | --------- | -------------------- | -------------------- | ---------- | ---------- | ---------- | ---------- |
| українці       | 134 092      | 91,5      | 133 151              | 99,3                 | -          | -          | 898        | 0,7        |
| росіяни        | 8 715        | 5,9       | 7 634                | 87,6                 | 1 071      | 12,3       | -          | -          |
| поляки         | 1 176        | 0,8       | 506                  | 43,0                 | 626        | 53,2       | 42         | 3,6        |
| білоруси       | 439          | 0,3       | 127                  | 28,9                 | 127        | 28,9       | 185        | 42,1       |
| євреї          | 223          | 0,2       | 15                   | 6,7                  | 82         | 36,8       | 126        | 52,5       |
| роми           | 126          | 0,1       | 86                   | 68,3                 | 37         | 29,4       | 2          | 1,6        |
| вірмени        | 93           | 0,1       | 35                   | 37,6                 | 18         | 19,4       | 40         | 43,0       |
| німці          | 61           | 0,0       | 13                   | 21,3                 | 31         | 50,8       | 17         | 27,9       |
| молдовани      | 50           | 0,0       | 19                   | 38,0                 | 17         | 34,0       | 14         | 28,0       |
| інші           | 410          | 0,3       | 143                  | 34,9                 | 125        | 30,5       | 131        | 32,0       |
| не вказали     | 1 104        | 0,8       | -                    | -                    | 1          | 0,1        | 1          | 0,1        |

## Історія

### Перші поселення
Території, які входять до складу Шевченківського району, віддавна були заселеними. Зокрема археологічні дослідження на території смт Брюховичі, які проводили археологи Інституту українознавства ім. Івана Крип'якевича НАН України засвідчили, що в районі сучасної вулиці Фруктової ще в часи мезоліту жили люди (культура Вороців-Старуня VI-IV тис. до н. е.), а також залишки печерного поселення. За місцевими переказами на горбі понад нинішнім кладовищем колись було язичницьке капище.

### Середньовіччя
Заснування Львова відбулось довкола Волинського Шляху — теперішня вул. Б. Хмельницького на місцевості попід Високим Замком що отримала назву Підзамче. Назва Підзамче згадується Іваном Крип'якевичем, який вказував, що «український першодрукар Іван Федорів з Підзамче» був похований у 1583 в монастирі Св. Онуфрія у Львові.
У XIX ст. квартали в межах нинішніх вулиць Жовківської, Донецької та Промислової називали Гаврилівкою (Ґабрієлівкою) — назва походить від родини Ґабріеллі, багатих міщан, які мали тут фільварок у XVII ст. Перші маршрути трамваїв мали окремі зупинки «Габрієлівка» та «Підзамче», що закарбовано на схемах трамвайних ліній 1911 р.
Українці віддавна переважно заселяли Підзамче Жовківське передмістя. Так само тут компактно проживала одна з двох єврейських громад Львова — заміська. З часом до Львова приєднали згідно з розпорядженням Ради Міністрів Речі Посполитої від 10 квітня 1930 р. приміські громади: Замарстинова, Знесіння, Клепарів та Мале Голоско. У 13-14 столітті, вони мали статус приміських сіл, зокрема з XIII століття відоме поселення Клепарів. 10 січня 1359 року у літописах вперше згадується село Збоїська, назва якого походить від слова збуй, тобто розбишака — таку репутацію мали місцеві мешканці — ватаги збоїв жили грабунком купецьких валок, грабунку дідичів та міщан.
Назва села Замарстинів походить від прізвища його засновника львівського міщанина Йогана Зоммерштайна, який заснував його у 1389 році. Трохи пізніше, у 1401 році міщанин Миколай Циммерманн купив 2 лани землі біля урочища Оловсько (Головсько) та заклав тут поселення Голоско. У 1415 році воно перейшло у власність міста, а вже у 1470 році міщанин Ян Гань заклав ще одне поселення, яке отримало назву Голоско Мале.
Хоча на території Брюхович люди почали селитись в часи мезоліту, однак системне освоєння цієї землі розпочалось з 1415 року, про що згадує Денис Зубрицький у «Хроніці міста Львова». Король Владислав II Ягайло своїм привілеєм від 18 вересня 1415 року надав Львову великі обшири-розлогі ґрунти, порослі чагарником і лісами, що належали Львівському староству, з правом використовувати їх і закладати колонії. На цих територіях згодом виникло міське село Брюховичі, перша згадка про яке датується 1440 роком.
Буйний характер тутешніх мешканців давався взнаки не один раз, зокрема 1527 року біля Львова було зібрано шляхетське ополчення для походу на Молдову. Однак ополченці збунтувались, а осередком їхнього бунту стало село Збоїща. Шляхетське ополчення обложило Львів, де тоді перебував король, та виїдало курей і когутів у навколишніх селян. Тому цей бунт назвали «кокошою війною».
У 1535–1560-х роках місто викупило багатий маєток з гарними землями, ставками та виноградникам (в давні часи Клепарів славився вирощуванням винограду та вибілюванням полотна). Мешканці Клепарова займалися городництвом і садівництвом. Славу Клепарову принесли клепарівські черехи (гібрид вишні і черешні, що ріс тільки у Львові).
За свідченнями бургомістра Львова Мартина Ґросваєра під час облоги Львова військами Богдана Хмельницького і Тугай-бея 5 жовтня 1648 року вночі «неприятель не наступав, лише спалив міське село Брюховичі, вирізав чоловіче населення, а білоголову стать забрав у неволю, знищивши нечисленні маєтки».
Однак мешканці львівських околиць цілком могли собі дати раду з озброєними нападниками, що сталось у 1691 році, коли до міста підійшли татари. Вони без особливих зусиль захопили Замарстинів та готувались до штурму міста, коли несподівано на них ззаду напала ватага збоїв. Напад був такий раптовий, що нападникам вдалося пробитися в саму середину татарського табору і зарубати кількох воїнів. Зчинився переполох і татари, не орієнтуючись у кількості нападників, кинулися тікати. Багато їх загинуло в мочарах, потонуло в Полтві. За ці заслуги магістрат пробачив мешканцям Збоїщ попередні провини та дозволив з'являтись у місті, однак з умовою, що вони припинять займатись розбоєм.

### XIX століття
На початку XIX століття ці дільниці залишались бідним передмістям, зокрема Замарстинів був районом бідноти та люмпенів, саме тому тут відбувались часті виступи проти Львівського магістрату. У 1804 році магістрат вимагав від жителів Замарстинова виконання кріпосних повинностей, що останні відмовилися виконувати. Це стало причиною продажу Замарстинова у приватну власність, після чого до його жителів все ж було застосоване кріпосне право. Замарстинів залишався селом до 1930 року. Так само приміським селом залишалось і Рясне, однак через етнічні відмінності ближче до Львова селились поляки — у Рясній Польській, натомість західніше — українці — у Рясній Руській.
Також у ті часи було інше русло Полтви. Тоді вони пролягало між вулицями Сонячною та Полтв'яною (суч. Проспект Чорновола), причому річка була настільки широкою, що на ній навіть був острів, який видно на плані міста 1829 року. 12 липня 1869 збудовано Вокзал станції Підзамче і цього ж року розпочався регулярний рух потягів у напрямку станцій Броди, Золочева та тодішнього кордону з Російською імперією, з 1870 року — у напрямку Тернополя, а з 1871 року — до Підволочиська. Бурхливий розвиток цих територій починається з будівництвом залізниці у 1870 році — через Підзамче на Броди та Підволочиськ, а у 1886 році — через Брюховичі до Белжця.
Саме тоді тут з'явився нафтопереробний завод, до якого протягнули залізничну колію. Натомість Брюховичі стало місцем поселення заможних львів'ян — тут з'являлись дорогі вілли та відпочинкові оселі. З 1889 року Брюховичі почали розвиватися як рекреаційна зона Львова, селище включене в офіційний список кліматичних курортів. У 1888 році  засновано Янівський цвинтар, який згодом став другим за значенням некрополем Львова. Наприкінці XIX століття почали перекривати русло Полтви, а посталий на її місці проспект та прилеглі вулиці почали забудовувати престижними сецесійними кам'яницями.

### 1900—1939 роки
XX століття розвиток територій сучасного Шевченківського району продовжився за рахунок будівництва трамвайних колій.
Зокрема у 1907 році трамвайна колія була прокладена по вулиці Волинській до Міської електричної ремізи (тепер Трамвайне депо N2). Того ж року трамвайну колію проклали і по вулиці Замарстинівській, щоправда вона тоді завертала на Підзамче. Перші маршрути трамваїв мали окремі зупинки «Габрієлівка» та «Підзамче», що закарбовано на схемах трамвайних ліній 1911 р.
У жовтні наступного року трамвайний рух почався до Янівської рогатки, яка тоді була на Фридріхівці за Янівським цвинтарем. І лише у 1930 роках її продовжили до мосту через залізницю, де тепер розворотне кільце трамваю N7. Фактично ця конфігурація, з незначними змінами, трамвайних колій використовується і зараз.
Примітною подією початку XX століття стало будівництво Брюховицького форту — одного з 11 фортів, які оточували Львів по периметру — у ході І світової війни тут точились бої.
Територія сучасного Шевченківського району віддавна були місцем компактного проживання єврейської громади. 22 та 23 листопада 1918 року, після того, як з міста відступили українські війська польське військо та міське шумовиння погромило єврейські дільниці, а жертв цієї масакри звозили до театру «Колізей».
Втім бої між українськими та польськими військами точились тут і на початку 1919 року. Зокрема 18 лютого 1919 року у рамках Польсько-Української війни, після артпідготовки польські підрозділи атакували Збоїща і Кривчиці. Сильну атаку піхота УГА відбила за допомогою артилерії.
У міжвоєнні роки на цих територіях переважало польське населення, зокрема станом на 1925 рік у селі Замарстинові проживало 6000 поляків, 3500 євреїв та 2500 українців. Водночас міжвоєнний період був часом інтенсивного збільшення території Львова. Зокрема у 1930-х роках до складу Львова увійшла південна частина Рясної Польської, яка тоді називалась Батярівка. Також у 1930-х роках була розбудована вулиця Клепарівська. На початку XX століття виникла вулиця, яка вже у 1936 році носила ім'я Мазепи, а за радянських часів — Топольна, та імені міста Печ, згодом їй повернули історичну назву Гетьмана Мазепи.

### ІІ світова війна

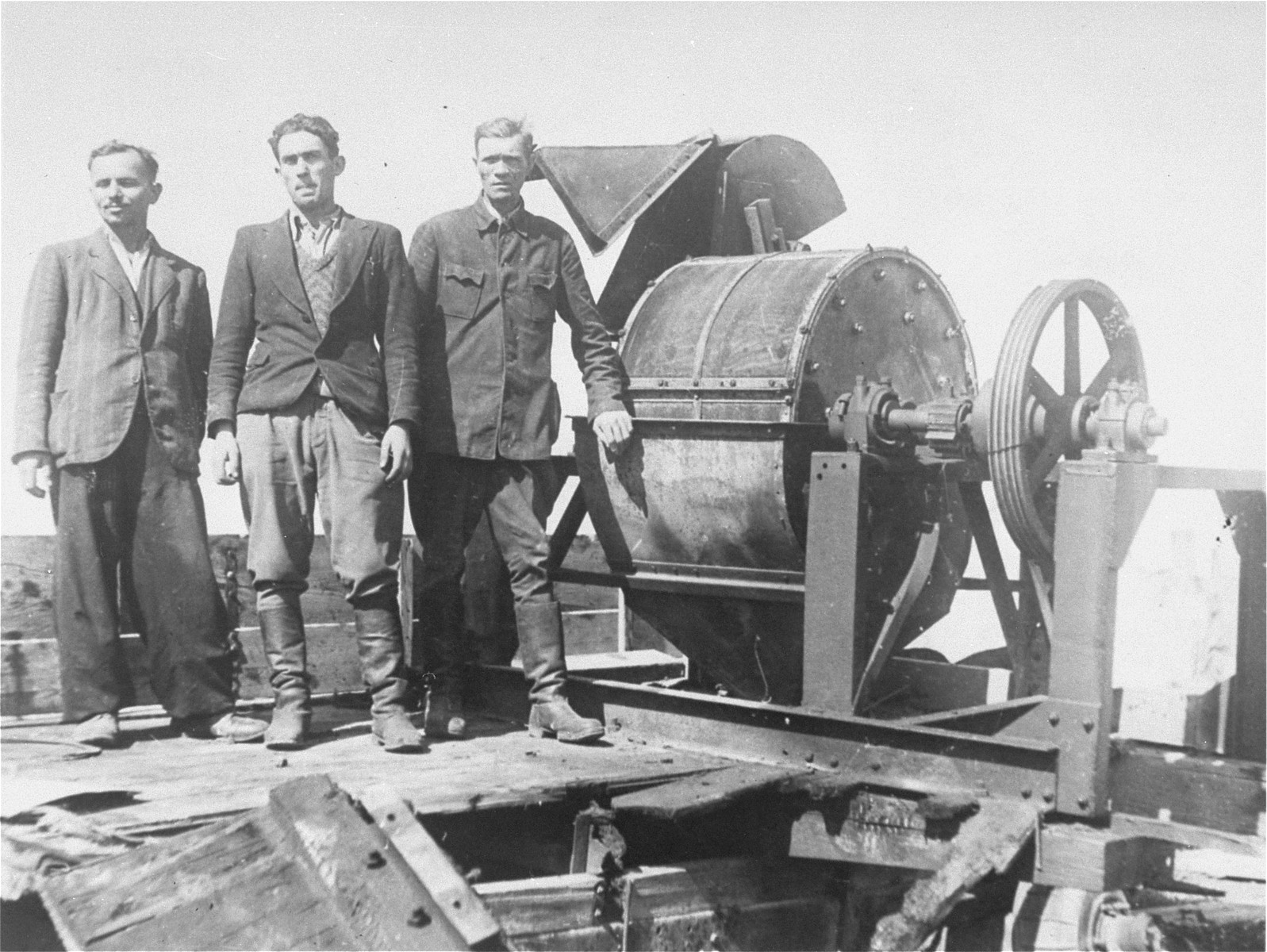
Члени Зондеркоманди 1005 біля машини для перемелювання кісток у Янівському концтаборі. 1943 рік

Шевченківський район мабуть найбільше постраждав в роки ІІ світової війни з-поміж територій інших районів Львова — саме тут розташовувалось єврейське гетто та Янівський концтабір. Втім бої навколо Брюхович між польськими та німецькими військами точились ще у вересні 1939 року. 19 вересня 1939 року група генерала Казімєжа Сосновського намагалась прорватися через Брюховицькі ліси до Львова однак її розбили гітлерівці. Протягом короткого періоду першого радянського захоплення Львова тут у приміщенні колишнього костелу святого Казімєжа, було розташовано Замарстинівську в'язницю. У червні 1941 р. Замарстинівська тюрма стала місцем масового винищення енкаведистами сотень людей. Тепер комплекс Малих касарень належить до Львівського Державного Університету Внутрішніх Справ, а у відновленому храмі Святого Хреста відбуваються Богослужіння. А вже за гітлерівських часів вулиця Замарстинівська стала головною вулицею львівського гетто, що було відокремлене від «арійської частини» міста колючим дротом. Через його територію продовжували рухатися трамваї, але без зупинок. Всього у гетто було загнано понад 100 тисяч євреїв, більшість з яких загинула у нацистських таборах смерті.
До війни у цій дільниці Львова була чимало синагог, однак в роки ІІ світової війни більшу частину їх було знищено гітлерівцями. Зокрема у 1942 році було знищено синагогу Темпль на площі Старий Ринок, на вулиці Сонячній синагогу Товариства вивчення Тори, синагогу «Сонячний промінь» на вулиці Медовій та інші — після війни їх так і не відновили. 2-16 червня 1943 року на території гетто відбулось повстання, яке було ліквідоване жандармерією.
Ще одним жахливим місцем, створеним гітлерівцями у Львові став Янівський концтабір, який так само посідає окреме місце в національній історії євреїв. За радянських часів на його місці створили виправну колонію (ВЛ-315/30)

### Радянський період

Школа № 91

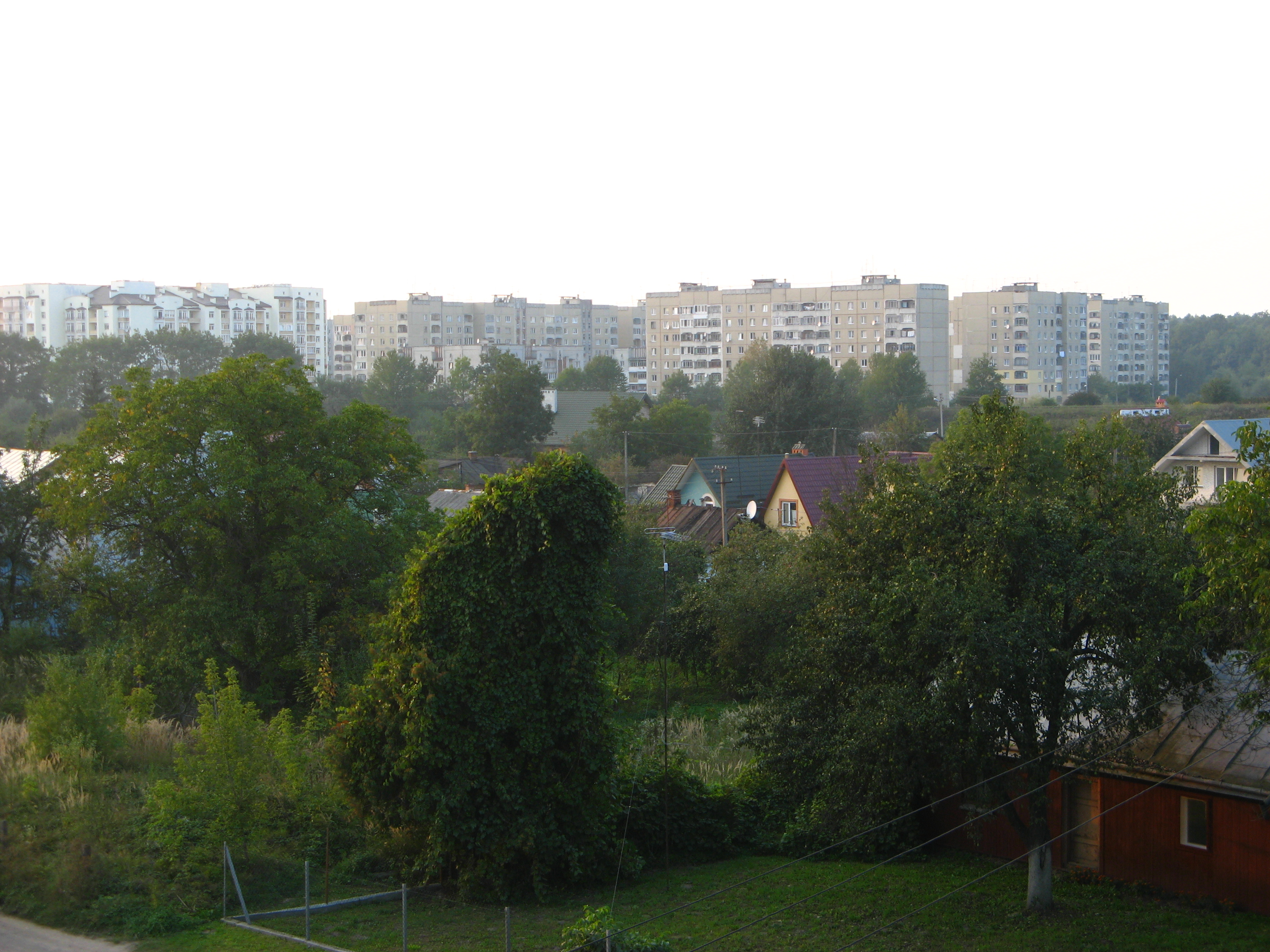
Вид на північно-західну частину Львова—Рясне

На початку 1950-х років площу колишнього Зернового ринку планували перетворити на величезну Центральну площу з велетенським монументом Сталіну. Однак ці плани так і не здійснились, окрім будівництва неоковирного готелю «Львів» (тепер Галицький р-н) та 7-поверхового будинку за адресою проспект Чорновола, 3 (тепер Галицький р-н). У 1950-х роках до Львова було приєднано Старі Збоїща та Нові Збоїща.
У 1960-х територію між вул. Грінченка, Хмельницького та Мідною забудували панельними п'ятиповерхівками. У наступні десятиріччя з'явилося кілька масивів 9-поверхових будинків. Перший такий видовжений будинок на вул. Хмельницького, 267—269 місцеві мешканці назвали «Китайською стіною». Зі східного боку вул. Хмельницького будувалися промислові підприємства. Також у 1970-х—1980-х роках було остаточно перекрито русло Полтви в районі вулиці Замарстинівської. У 1970-х роках особливо бурхливо розвивався район вулиці Івана Мазепи (тоді Топольна, вулиця імені міста Печ). Його забудували багатоповерхівками, а у 1978 році сюди проклали тролейбусну лінію N13 (тепер 33). Втім це не позбавило цей район, передусім Збоїща слави кримінального, зокрема через наявність тут ромського осередку «Індія». Так само бурхливо розвивався район сучасного проспекту Чорновола, зокрема однією з примітних споруд тут є зведений у 1980-х роках колишній будинок побуту «Ювілейний», автор проекту Володимир Дорошенко.
Трохи пізніше — у 1970—1980-х роках почалось освоєння Рясного (тоді ще Залізничний р-н). Тут, за межею міста у 1970-х роках знаходилась знаменита львівська «барахолка», де можна було купити все, що було недоступним в умовах вічного радянського товарного дефіциту. Офіційне село Рясне увійшло до складу Львова 9 березня 1988 року. Воно стало однією з основних промислових зон міста — сюди було перенесено виробничі потужності великих львівських підприємств «Конвеєра», «Автонавантажувача», «Сільмашу», «Електрону» та інших. На відміну від Сихова, де забудова проводилася за продуманою концепцією, Рясне будувалося, хоча за затвердженим генеральним планом, але окремими фрагментами — силами промислових підприємств. Однак розбудову інфраструктури Рясного так не завершили через кризу 1990-х.
В 1960х роках на пл. Криничній поруч зі ст. Підзамче була відкрита Автостанція № 2. У 1980-х цю автостанцію перенесли на околицю міста — вона розмістилася біля тоді ще кінцевої зупинки трамвайного маршруту № 6 поруч із кільцевою розв'язкою вул. Ульянівської (Липинського), Б. Хмельницького та Кукурудзяної. З 2012 р. новий автовокзал «Північний»-АС-2 обслуговує рейси в напрямку північно-східної частини Львівського, Золочівського, Шептицького районів, та міжміські міжобласні рейси у напрямку Луцька, Ковеля та Рівного і міжнародні в напрямку Польщі, Чехії, Білорусі, тощо..

### Роки Незалежності
На початку 1990-х років темпи житлового будівництва у Львові різко скоротились, Шевченківський район тоді не був привабливим для бізнесу. У 1999 році головну вулицю північної частини Львова вул.700 річчя Львова, було перейменовано на проспект Чорновола. З початку 2010-х ситуація у частині Шевченківського району докорінно змінилась. Навколо проспекту Чорновола побудовані бізнес-центри і торговельно-розважальні комплекси. Також ведеться бурхливе будівництво житлових комплексів в інших частинах району.

## Основні вулиці та місцевості
Центральною віссю Шевченківського району Львова є проспект Чорновола, який переходить у вулицю Гетьмана Мазепи. У східній частині району такою віссю є вулиця Богдана Хмельницького, яка тягнеться від історичного центру міста до виїзду. Західною межею є вулиця Шевченка, яка одночасно є головною вулицею у Рясному. У районі є ще кілька важливих вулиць, зокрема Замарстинівська, Варшавська. Серед основних місцевостей, які охоплює Шевченківський район, є Голоско, Замарстинів, Збоїща, Підзамче, Габрієлівка, Жовківська Рогачка, Рясне, Клепарів, а також селище Брюховичі і новоприєднані до Львівської МОТГ населені пункти.

## Культура

### Батяри
Клепарів, разом із Личаковим був одним із осередків, де наприкінці XIX століття виникла специфічна львівська субкультура — батяри. До альбому Віктора Морозова «Тільку ві Львові» входить пісня «Панна Францішка», в якій оспівані події, що відбуваються на Клепарові.

### Музеї
У селищі Брюховичі розташовано музей модерної скульптури Михайла Дзиндри, який є структурним підрозділом Львівської галереї мистецтв. Музей розташовано у приміщенні, яке скульптор придбав у 1991 році, повернувшись із США, а основою його експозиції стали 800 скульптур, подарованих митцем.

## Культові споруди

### УГКЦ
До парафії Святого Апостола Андрія входять одразу два храми — розташований на вулиці Варшавській, 38 храм Святого Апостола Андрія та храм святого Іоанна Хрестителя. На парафії працює чотири священики. У 1908 році спільно з римо-католиками українці Клепарова збудували храм Матері Божої Вершечкової, однак українців до нього так і не пустили. Тепер цей храм називається Святого Іоанна Хрестителя. У 1910 році було збудовано новий капличку святого Апостола Андрія Первозданного, а у 1934 році постав мурований храм

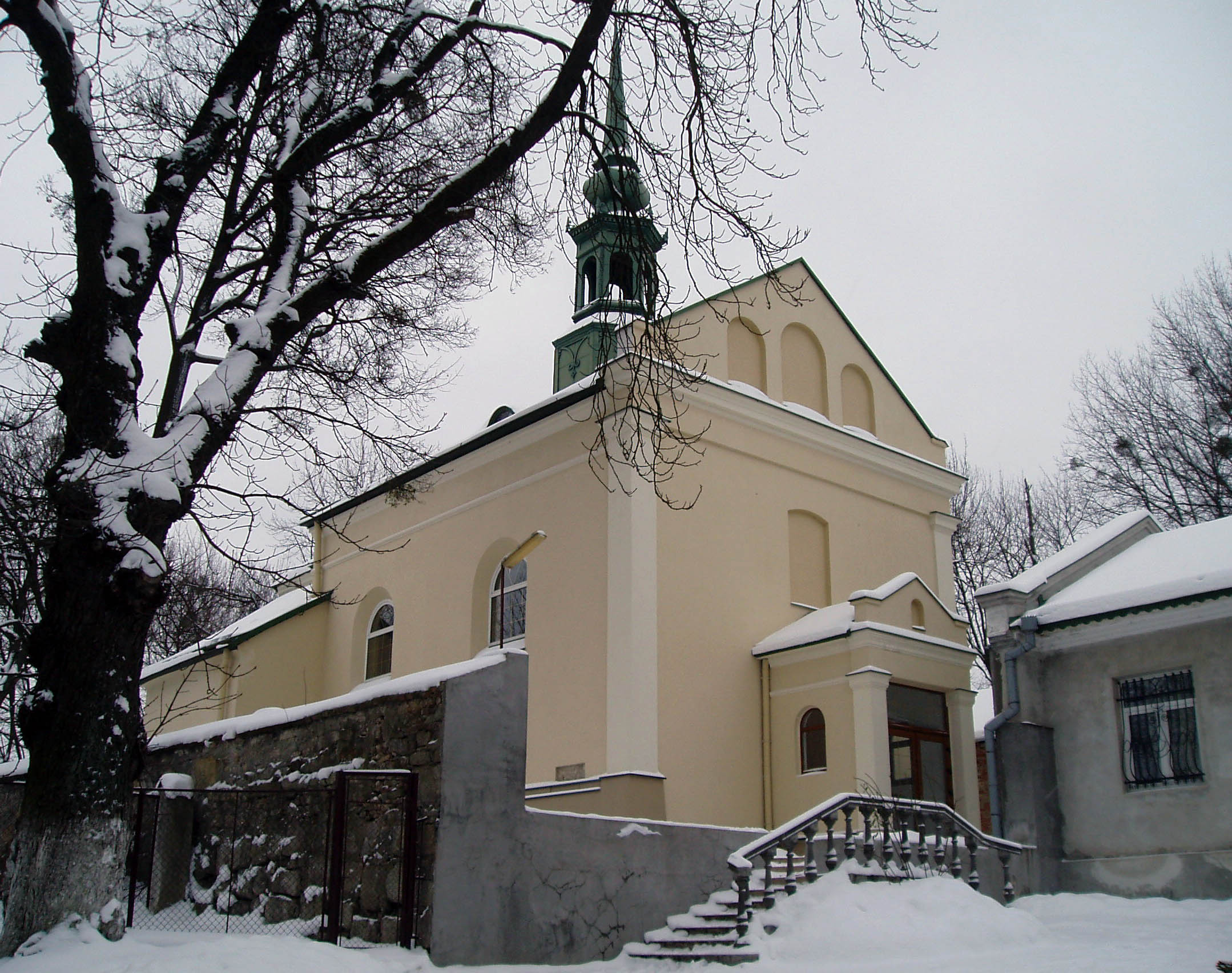
Церква священномученика Йосафата і всіх українських мучеників на вулиці Довбуша,24

На вулиці Загірній, 28-а, що в місцевості Збоїща розташована греко-католицька парафія Святого Великомученика Димитрія. На Збоїщах також ведеться будівництво ще одного храму — на вулиці Збоїща, 11, який належить до парафії Священомученика Романа Лиска та всіх новомучеників.
Ще один новозбудований храм на Збоїщах — Святих мучениць Віри, Надії, Любові та матері їхньої Софії, який розташовано на вулиці Миколайчука,13
В одному з наймолодших житлових масивів Львова — Рясному є одразу дві греко-католицькі парафії: Святих Апостолів Петра і Павла на вулиці Лукашевича, 15 та Пресвятої Євхаристії на вулиці Величковського, 1
Також на території району, а саме на вулиці Диктовій, 2 розташована Парафія Пресвятого Серця Христового, а на вулиці Лінкольна, 12 каплиця св. Луїджі Оріоне яка належить до парафії Божого Провидіння, на вулиці Стельмаха, 3 споруджується храм, який належить до парафії Святого Василія Великого. Однією з найбільших греко-католицьких церков району є храм святого Великомученика Йосафата, що на вулиці Замарстинівській, 134, який належить до провінції монахів-редемптористів. І, звичайно, греко-католицький храм є у селищі Брюховичі — Різдва Пресвятої Богородиці.
Серед старих греко-католицьких церков Львова виділяється Василіанський монастир при церкві св. Онуфрія на вулиці Хмельницького, 36.(тепер Галицький р-н) Цей храм споруджено біля підніжжя Замкової гори, на місці дерев'яної церкви княжих часів. Церква кілька разів перебудовувалася. В ній є іконостас пензля Модеста Сосенка з 1908 року. За переказами, тут перебувала ікона Божої Матері, яку малював апостол Лука. Чудотворний образ передав на зберігання у монастир князь Лев. А намісник Галичини князь Владислав Опольський вивіз її до Ченстохови.
Також на Голоско знаходиться монастир чину Найсвятішого Ізбавителя (редемптористів).

### Православна церква України
До цієї конфесії належить і Храм Пресвятої Богородиці, який знаходиться у подвір'ї Львівського державного університету безпеки життєдіяльності.
Ще один православний храм — Введення Пресвятої Діви Марії у Храм розташований у Брюховичах.
До найстаріших храмів Львова належить закладений у XIII столітті храм святої Параскеви П'ятниці (вул. Б. Хмельницького, 77), який було закладено теж у XIII століття. Храм перебудували у 1644 р. на кошти молдовського господаря Василя Лупула, який перебував на еміграції в Галичині.[18]. На вулиці Шевченка, 66 — розташований храм св. Апостола Андрія Первозданного. Саму церкву збудували у 1900 році за проєктом Міхала Ковальчука як костел Святої Родини і монастир оо. Реформатів. У 1950-х—1980-х роках тут був клуб Мехсклозаводу.

### Протестанти
На території Шевченківського району існує декілька церков прибічників протестантської гілки християнства. Костел святого Мартина на вулиці Жовківській, 8 був закладений римо-католиками у 1637 році. До оздоблення доклалися відомі митці Йоганн Георг Пінзель, Мартин Строїнський та Йосиф Маєр. Нині це церква Християн Віри Євангельської-п'ятидесятників «Віфанія». Євангелістські церкви також є на Замарстинівській, 144 та вул. Папарівка, 1 (Підзамче).
У Брюховичах знаходиться всеукраїнський центр Свідків Єгов

### Цвинтарі

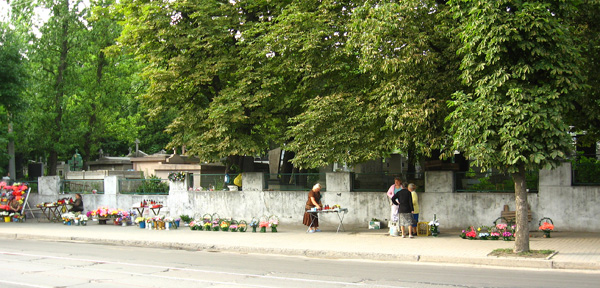
600 × 288 пікселів, розмір файлу: 156 КБ

Янівський цвинтар був заснований у 1883 році для західної частини Львова. Кладовище розташоване на вулиці Шевченка, на околиці історичної місцевості — Клепарова. Його площа становить близько 38 га. Понад 200 тисяч поховань розташовані на 68 полях. Головний вхід розташований на вулиці Шевченка. Біля входу — колона-капличка з 17 століття, споруджена у 1938 році за проектом архітектора Антона Лобоса на якому поховані визначні українські діячі: генерал УГА Мирон Тарнавський, Ольга Басараб та інші, близько тисячі вояків, що загинули у боях за Львів у листопаді 1918, і полонені з українсько-польської війни 1918-19 років.
На території Шевченківського району розташовано найбільший діючий цвинтар міста — Голосківський. Він знаходиться поруч із Брюховицьким лісом.

## Стадіони

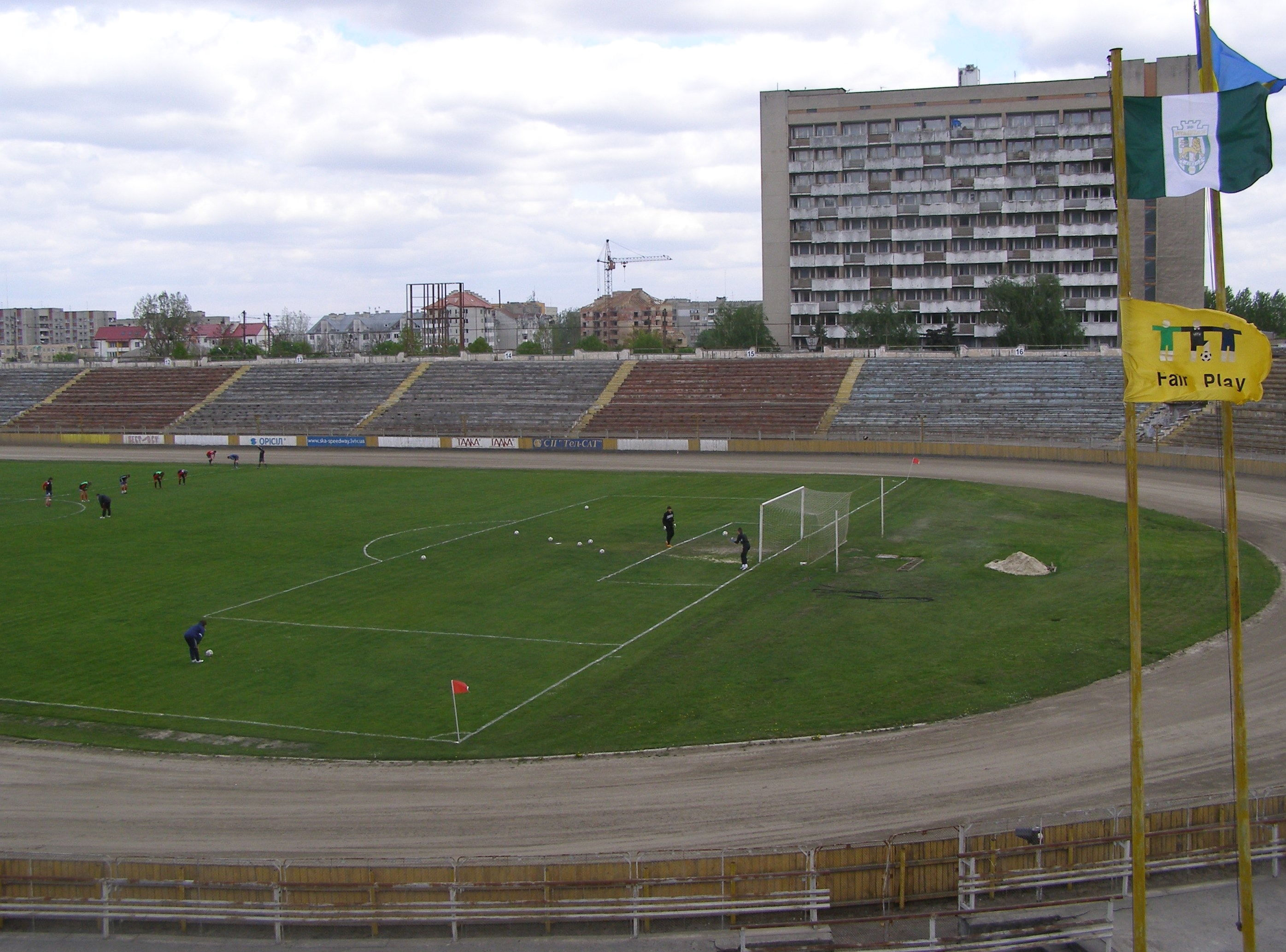
2791 × 2066 пікселів, розмір файлу: 2,4 МБ

Найбільший спортивний комплекс району, а також один з найбільших у місті — СКА, який знаходиться на вулиці Клепарівській, 39-а. За радянських часів — місце регулярних змагань зі спідвею (Чемпіонати СРСР та Європи), боксу та футболу. У 2008 році тут був проведений Чемпіонат Європи зі спідвею. Раніше, у 1931 році, на цьому місці було збудовано два басейни для 26-го піхотного полку. Тут відбувались змагання з плавання та водного поло серед львівських клубів. Наприкінці 1970-х — на початку 1980-х років комплекс реконструйовано і доповнено велотреком, критим басейном і групою приміщень для стрільби, багатоборства, кінного спорту. Архітектор Олександр Гукович, інженер Володимир Крюков.
У власності ФК «Карпати» перебуває стадіон «Прогрес», який розташовано на вулиці Януша, 1. Він використовуються дитячими командами клубу. На вулиці Золотій, 32 знаходиться збудований у міжвоєнні часи стадіон «Торпедо», на якому з початку 1990-х і до 2008 року працював радіоринок.

## Навчальні заклади
Будівля Львівського державного університету безпеки життєдіяльності була споруджена протягом 1853–1863 рр. як будинок інвалідів, в якому на повному пансіоні могли жити до 500 військових інвалідів. Від 1947 року тут розташовано пожежне училище, яке після численних
реорганізацій стало Львівським державним університетом безпеки життєдіяльності яке випускає фахівців для міністерства надзвичайних ситуацій.
На вулиці Під Голоском знаходяться навчальні корпуси, а також гуртожитки Української академії друкарства  — єдиного в Україні автономного вищого навчального закладу, який готує фахівців в галузі поліграфії та книговидання. Нині в академії навчається 6600 студентів усіх форм навчання. На 20 кафедрах здійснюють навчальний процес і ведуть плідну наукову роботу 34 професори, доктори наук, 195 доцентів, кандидатів наук.Також на вулиці Кушевича, 5 розташовано Львівську філію Європейського університету
та львівську філію Київського університету культури і мистецтв.У Дублянах функціонує  Львівський національний аграрний університет.
У Брюховичах розташовано і релігійні навчальні центри, а саме Василіанський інститут філософсько-богословських студій імені Йосифа Велямина Рутського, а також духовну Семінарію Святого Духа римо-католицької церкви.
Окрім того на території району розташовано ряд вищих навчальних закладів І-ІІ рівня акредитації а також ліцеїв та коледжів. Зокрема на вулиці Клепарівській, 11 розташовано Львівський кооперативний коледж економіки та права, на Замарстинівській, 167 — Екологічний коледж Львівського національного аграрного університету,на вул.Б.Хмельницького, 50-а розташований корпус Львівського професійного ліцею побутового обслуговування, на вул. Лінкольна, 23 Вище професійне училище комп'ютерних технологій і будівництва, на вулиці Шевченка, 116 Вище професійне училище N29,
По вулиці Шевченка, 34 розташована середня загальноосвітня школа № 33. Будівля школи збудована 1894 року за проектом архітектора Альфреда Каменобродського. До 1939 року тут містилася установа для єврейських дітей-сиріт, при якій була також синагога. По закінченню війни в будинку розмістили спеціальний дитячий будинок № 2, пізніше тут відкрилася львівська середня загальноосвітня школа № 33.

## Наука
У Брюховичах працює астрономічна обсерваторія Львівського університету. Це одна із найстаріших обсерваторій Східної Європи, заснована у 1771 році.

## Медицина
Шевченківський район має розгалужену мережу медичних закладів, які обслуговують як безпосередньо мешканців району, так і міста та області. Ряд медичних закладів мають провідне значення у галузі охорони здоров'я області.
Зокрема на проспекті Чорновола, 45-а знаходиться Львівська обласна госпрозрахункова поліклініка.

Львівська комунальна міська клінічна лікарня швидкої медичної допомоги ім. Св. Пантелеймона («лікарня на Топольній»)

На вулиці Пилипа Орлика, 6 базується КЗ ЛОР «Львівський обласний центр екстреної медичної допомоги та медицини катастроф» кол. Львівська станція швидкої медичної допомоги, тут знаходиться центральна диспетчерська управління машинами невідкладної допомоги, водночас в місті розташовано кілька підстанцій, кожна з яких має свою зону відповідальності.. Він створений у 2005–2006 років з метою надання цілодобової екстреної медичної допомоги постраждалим при надзвичайних ситуаціях, рятувальникам та особам, які беруть участь у ліквідації наслідків надзвичайних ситуацій на території Львівської області, надає кваліфіковану екстрену медичну допомогу населенню.
На вулиці Миколайчука, 9 знаходиться найбільший медичний заклад західної України — лікарня св.Пантелеймона, Першого медичного об"єднання м.Львова,(кол.Комунальна міська клінічна лікарня швидкої медичної допомоги.) У цьому ж приміщенні знаходиться ряд медичних центрів, як Міський центр спеціалізованої допомоги хворим на гострий панкреатит, Міський центр ранньої реабілітаційної допомоги хворим з перенесеними розладами мозкового кровообігу, Міський спеціалізований центр лікування і профілактики шлунково-кишкових кровотеч, Львівський обласний офтальмологічний травматологічний центр, Міський центр спецдопомоги потерпілим з поєднаною торако-абдомінальною травмою.
Лікарня розрахована на 930 ліжок, з них 180 — хірургічних, 60 — урологічних, 100 — гінекологічних, 60 — нейрохірургічних, 100 — травматологічних. 40 — офтальмологічних, 30 — щелепо — лицевої хірургії, 120 — кардіологічних, 120 — терапевтичних і 120 — неврологічних.
Також на вулиці Пилипа Орлика розташована лікарня св.Миколая,Першого медичного об"єднання м.Львова(кол. Комунальна міська дитяча клінічна лікарня). Щорічно в стаціонарі лікарні отримують медичну допомогу більше 15-ти тисяч дітей, при цьому питома вага жителів районів області становить 20 відсотків; оперується за рік близько 3 тисячі пацієнтів, в тому числі більше 100 новонароджених. Тож лікарня є одним з провідних медичних закладів області в галузі педіатрії.
На вулиці Ужгородській (Галицький р-н) розташована Перша клінічна лікарня ім.кн. Романа,Першого медичного об"єднання м.Львова, (лікарня Шевченківського району) в народі «лікарня на Ужгородській»).
У селищі Брюховичі,розташована кардіологічна лікарня,Першого медичного об"єднання м.Львова, у селищі  колись працювало 13 санаторіїв і баз відпочинку (на 2800 відпочивальників на рік).

## Рельєф

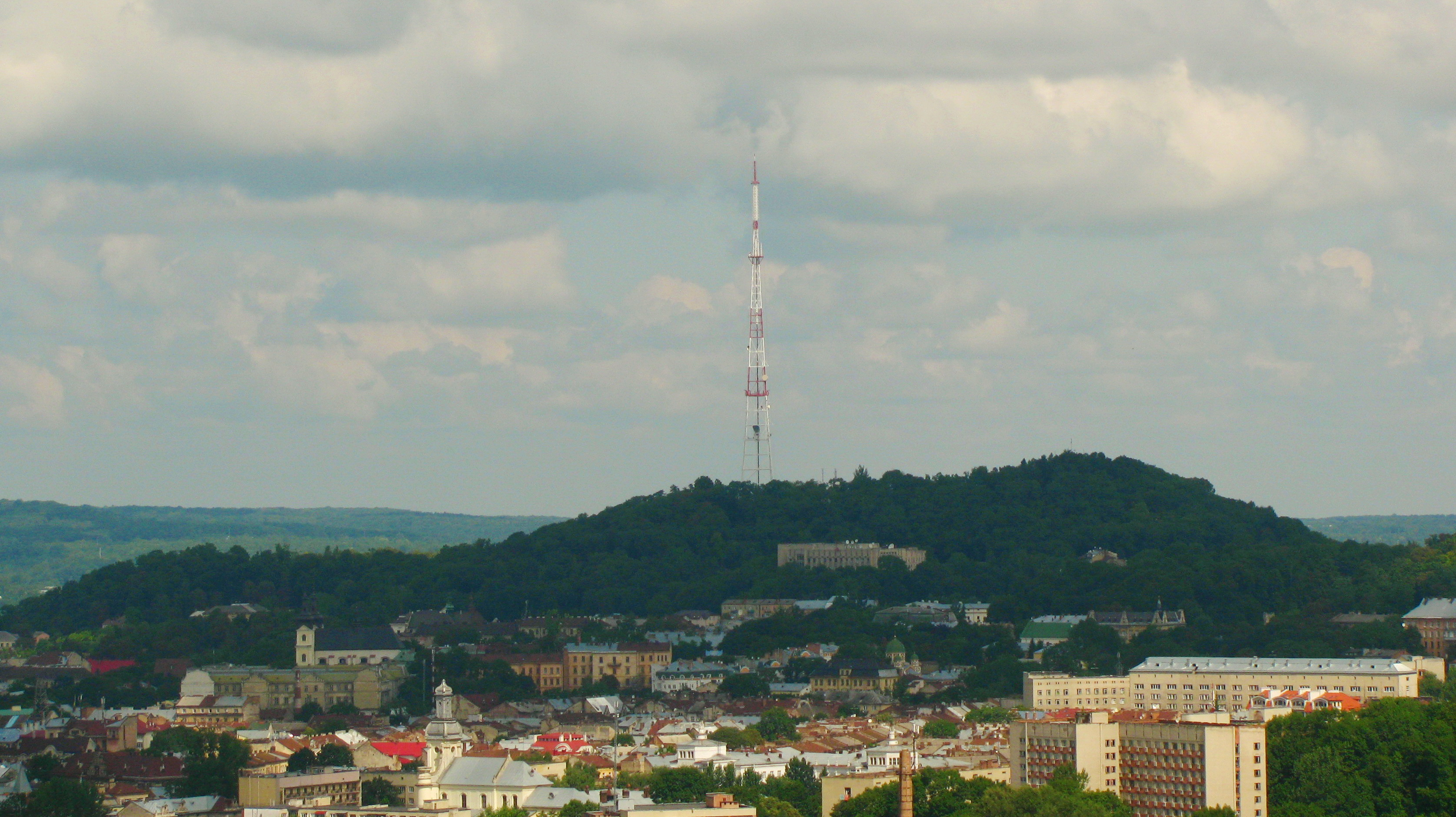
Вид на Замкову гору у Львові з вулиці Зеленої

Шевченківський район відзначається горбистим рельєфом, водночас самі пагорби підіймаються над долиною річки Полтви, утворюючи майже карпатський краєвид.
На захід від Замкової гори, за долиною Полтви, підносяться горби Розточчя.
Над старим єврейським кладовищем та нинішнім Краківським базаром височіє Гицлева гора (339 м над рівнем моря). Її ще називали горою Страт або Справедливості. На її схилі стоїть занедбаний обеліск на честь страчених тут учасників шляхетського повстання 1846 року Теофіла Вішньовського та Йосифа Капустинського.
Від цієї гори тягнеться хребет, найвищою точкою якого є Кортумова гора над Янівським цвинтарем (379 м над рівнем моря). На два-три метри вища за неї ще одна Лиса гора, яка розташована у Брюховицькому лісі.

## Парки
Шевченківський район має значну площу зелених зон, парків та скверів, які є улюбленим місцем відпочинку не лише мешканців мікрорайонів, де вони знаходяться, а й усіх львів'ян та туристів.
Зокрема Парк імені 700-річчя Львова — лугопарк розташований у північній частині міста, між вулицями Райніса, Торф'яною, Шеремети та

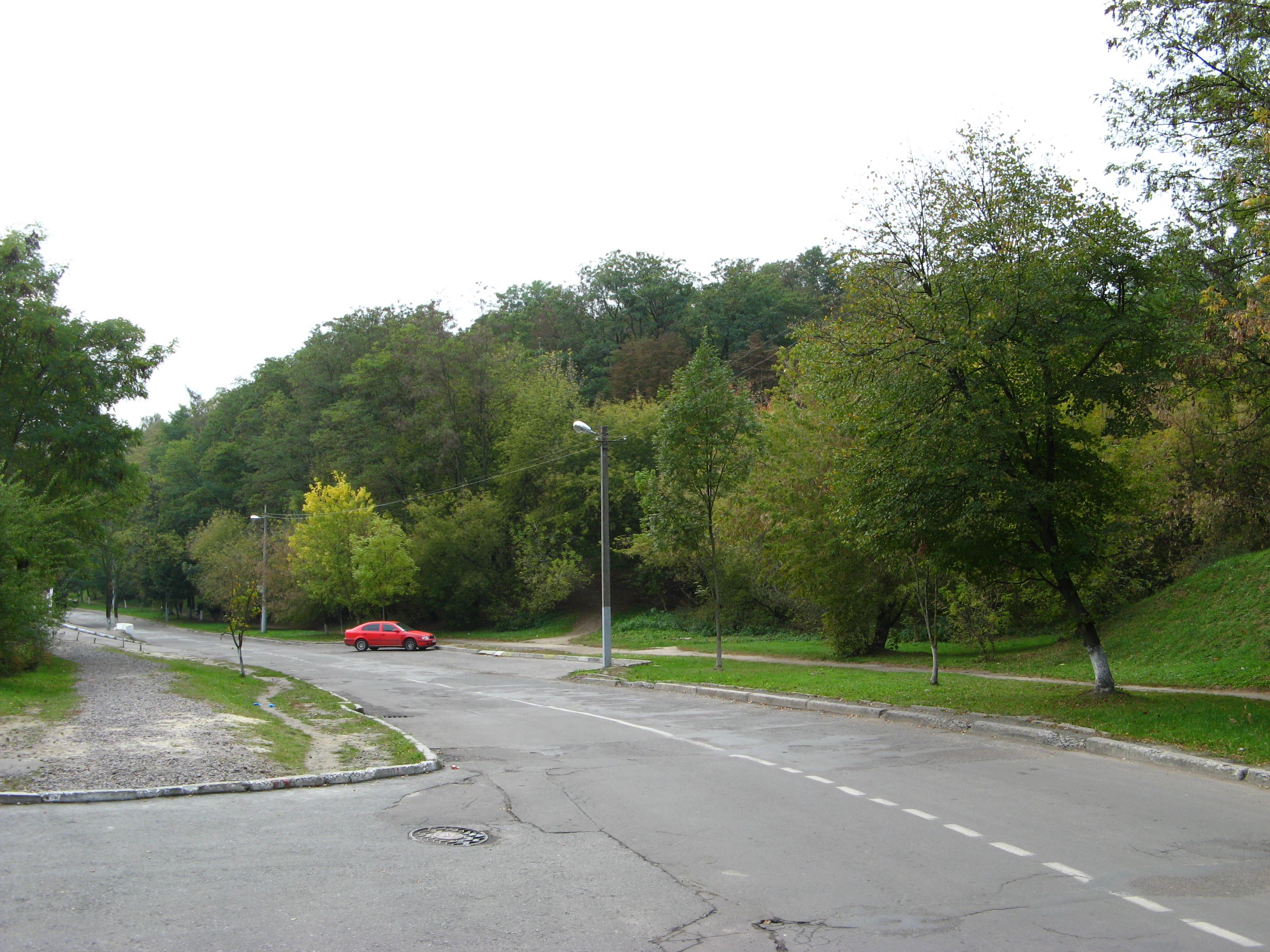
3072 × 2304 пікселів, розмір файлу: 3,29 МБ

проспектом Чорновола. Парк названий на честь 700-річчя міста Львова. Закладений 1958 року на торфовищах лівобережної заплави річки Полтви.
Одним з найкращих місць відпочинку є Брюховицький ліс, загальна площа якого становить 3201 га. Простягається від межі міської забудови Львова (від Голоско) до східний околиць смт Брюховичів. У ландшафтному плані Брюховицький ліс розташований на пагорбах Розточчя.
Замарстинівський лісопарк розташований у північній частині міста, в районі вулиць Мазепи і Пилипа Орлика. Попередня назва — Парк 60-річчя СРСР. Нинішню назву отримав від Замарстинова, стародавнього передмістя Львова, поблизу якого розташований лісопарк. У минулому лісопарк був південною частиною Брюховицького лісу.
«Кортумова Гора» — лісопарк розташований у західній частині міста, на схилах однойменної гори, що є продовженням масиву Розточчя. Від найвищої точки Львова — Замкової гори — Кортумова Гора відділена долиною річки Полтви. Загальна площа лісопарку «Кортумова гора» — 21,4 га.

## Водойми
Шевченківський район лежить в долині річки Полтви, яка, втім давно перетворена на головну стічну канаву міста та схована від людського ока у підземний колектор по всій території міста. У межах Шевченківського району в її річище стікає ряд невеликих приток, зокрема Клепарівський, Голосківський та Кривчицький.
На вулиці Петра Панча знаходиться декоративний ставок. Однак найбільше озер, які мають рекреаційне, а не лише суто декоративне значення розташовано на території Брюхович. Загалом каскад складається з трьох озер. Нижнє(Північне) озеро утворено шляхом спорудження дамби насипу під шосейну дорогу. Озеро штучного походження. Глибина озера 1,2-1,5 м. Довжина озера з ПнЗ на ПдС становить 163 м, ширина у середній частині 77 м. Площа озера — 12551м2 (1,2га). Озеро здано в оренду, купатися заборонено.
Середнє озеро є штучного походження. Довжина озера 120 м. Середня ширина дорівнює 70 м. Площа озера 1440м2(0,144га) глибина у середній частині не перевищує 2,5 м. Рівень води в озері регулюється шлюзами. Озеро орендовано, розводиться риба, купатись заборонено.
Південне (Верхнє) озеро. Озеро заросло болотною рослинністю, різноманітними водоростями, засмічено. Для купання не використовується. В озеро впадає маленький струмочок, який протікає через населений пункт. У північній частині озеро має довжину 94,6 м, ширину 60 м. У південній частині довжина озера сягає 86 м, ширина 26 м. Загальна площа озер — 7912м2.
Окрім того в Брюховичах є став школи-інтернату № 104, площа якого становить 2,2 га та ставок на вулиці Львівській, 25а площа якого 0,225 га. Також вздовж вулиці Львівської протікає невеличка річка Брюхівчанка.

## Транспорт

### Залізничний транспорт
На території Шевченківського району розташована залізнична станція Підзамче (друга назва Львів-Підзамче). Вона розташована за 7 кілометрів від головного залізничного вокзалу і є першою проміжною зупинкою для приміських потягів Краснянського та Сапіжанківського напрямків. Регулярний рух потягів тут почався у 1869 році, а у 1908–1909 рр. було проведено реконструкцію залізничної станції.

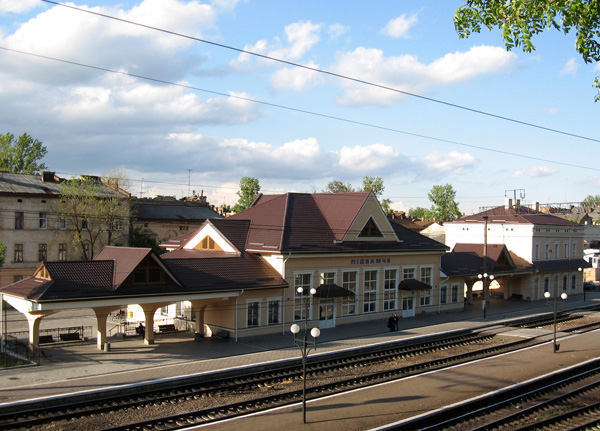
600 × 431 пікселів, розмір файлу: 157 КБ

Окрім того на території Шевченківського району у селищі Брюховичі знаходиться залізнична станція Брюховичі, через яку здійснюється сполучення між Львовом та Рава-Руською.
Від станції Підзамче починається коротка, довжиною 7,5 км. залізнична гілка до станції Личаків, це все що залишилось від довоєнної залізниці Львів-Підгайці. Зараз ця гілка не використовується, однак на її базі планується створення туристичного екскурсійного маршруту.
Також на території району знаходиться невеликі залізничні станції Рясне та Рясне-ІІ

### Автостанції
На території Шевченківського району знаходиться автостанція N2 (Автовокзал «ПІВНІЧНИЙ»), через яку здійснюється автобусне сполучення у північному напрямку, в тому числі автобусами далекого сполучення. Окрім того на вулиці Шевченка, поблизу Янівського цвинтаря знаходиться автостанція, яка обслуговує приміські автобуси Яворівського напрямку. Щоправда автостанція не має як такого приміщення, є лише диспетчерський пункт — посадка на автобуси здійснюється не з платформ, а з тротуару вулиці Шевченка.

### Автобуси, маршрутні таксі
Шевченківський район має розвинуту мережу маршрутних автобусів, яка є частиною загальноміської транспортної системи. Автобусним сполученням охоплені всі частини району, включно з Дублянами, Брюховичами та іншими населеними пунктами району, що увійшли до Львівської МОТГ.

### Трамвай
Першою вулицею, яка отримала трамвайне сполучення, виявилась Жовківська — вже у 1895 році по ній почалось трамвайне сполучення до Жовківської рогатки. Далі трамвайні мережі стрімко розвивались і вже до 1907 року цю лінію було продовжено до Габріелівки (сучасна Промислова), де розташувалось трамвайне депо, по вулиці Замарстинівській до Замарстинівської рогатки і врешті по вулиці Янівській до Янівської рогатки. Згодом було прокладено трамвайні колії по Сонячній (Куліша) та Театинській (Кривоноса) на Високий замок. Ці колії згодом було демонтовано.
1925 трамвай по Сонячній (Куліша) до колії — до 1969 на Куліша, а до 1972 року — на Високий замок. У 1940 році було продовжено трамвайну колію на Янівській (Шевченка) до сучасного розвороту.
У повоєнні роки нумерація трамваїв та їхні напрямки почали наближатися до сучасних, зокрема у 1949 році на вул. Замарстинівській почав курсувати трамвай № 4 «Замарстинівська — ПС Трудові резерви», тепер це № 9 "Замарстинівська — Гол.залізничний вокзал. З 1952 року трамвай № 7 сполучив вулицю Шевченка з Погулянкою, а трамвай № 6 сполучив Залізничний вокзал з вул. Б. Хмельницького (АС-2), пізніше маршрут цього трамваю було спрямовано замість АС-2, до вул. Лінкольна, в подальшому планується його продовження до ЛШМД ім. Св. Пантелеймона, що на вул. І. Миколайчука, 9.

### Тролейбус
Тролейбусне сполучення у Шевченківському районі почало розвиватись пізніше, ніж в інших районах міста — лише у 1960 році тут з'явився тролейбусний маршрут N4, який з'єднав центр міста із стадіоном СКА. У 1971 році він почав курсувати лише від вулиці Зернової, ставши таким чином найкоротшим у місті, а у 1999 році його взагалі було ліквідовано. У 1977 році з'явився тролейбусний маршрут N13 (тепер № 33), який з'єднав вулицю Зернову із сучасною Липинського, однак вже незабаром його продовжили до вулиці Бориса Грінченка. Нещодавно маршрут продовжили від. вул. Зернової до пл. І.Підкови (центр міста).

## Ринки, торгівля

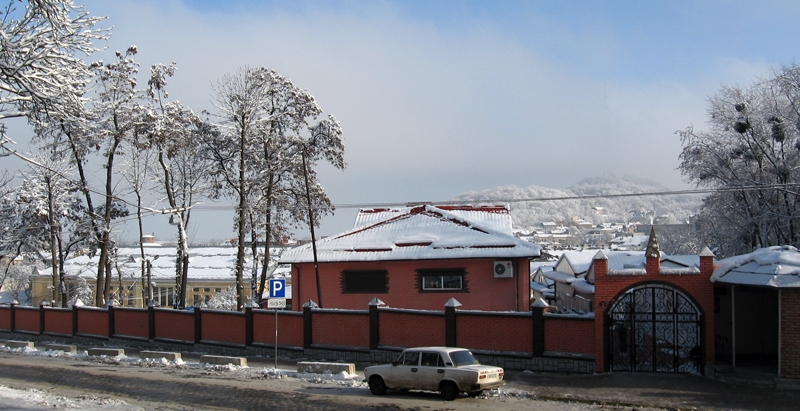
Вид на Краківський ринок з вулиці Клепарівської

У Шевченківському районі представлено супермаркети більшості великих роздрібних мереж, які працюють у Львові. Окрім того тут є декілька великих ринків а також міні-ринків. Найвідомішим ринком, звісно, є розташований на вулиці Базарній, 11 Краківський ринок — один з найстаріших ринків Львова, зараз він торгує як продовольчими, так і промисловими товарами.
Другим великим ринком, який розташований на виїзді з міста є Галицьке перехрестя. Його юридична адреса — вулиця Поліська, 2, однак фактично він розташований вздовж вулиці Богдана Хмельницького.
Окрім того в Шевченківському районі є ще кілька міні-ринків.

## Підприємства
До великих підприємств району належить найстаріший в Україні пивзавод — Львівська пивоварня, яка була закладена ще у 1715 році. Продукція реалізується по всій території України, а також експортується, зокрема до Канади, Молдови, Білорусі, Польщі, Італії, Іспанії, США, Ізраїлю.
Львівська кавова фабрика «Галка» розпочала своє існування у грудні 1932 року, щоправда за цей період вона декілька разів міняла свою назву. Сьогодні спільне українсько-англійське підприємство «Галка Лтд» є не тільки провідним потужним сучасним підприємством, де застосовують новітні технології, але й виробництвом з принциповими позиціями щодо збереження натуральності та екологічності сировини, на основі якої випускається високоякісна готова продукція.
У 1962 році на базі кількох старих кондитерських підприємств міста, які було засновано ще у XIX столітті було утворено кондитерську фірму «Світоч», яка і зараз є одним з найбільших підприємств галузі в Україні і є складовою Швейцарської Корпорації NESTLE.

## Галерея

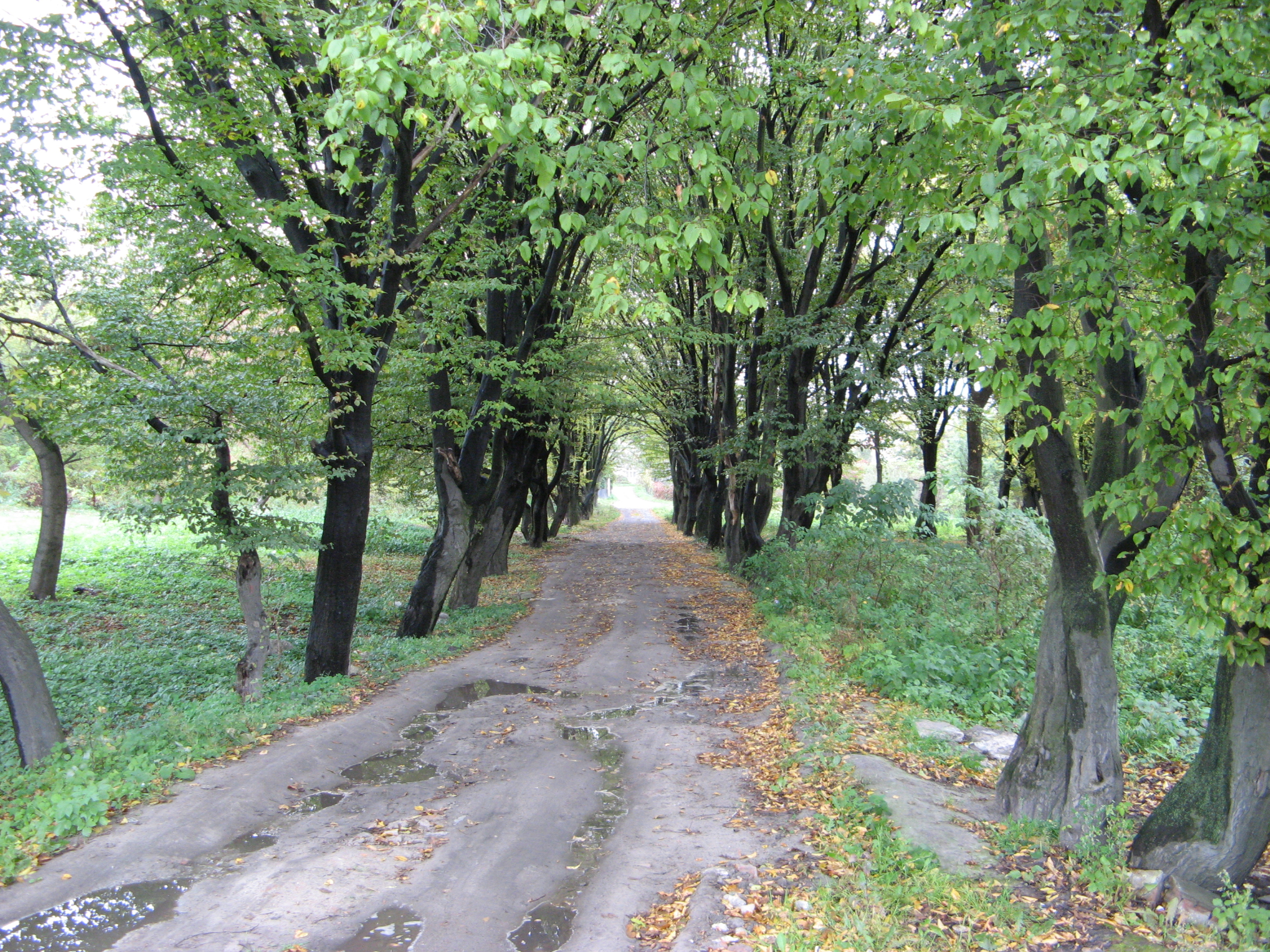
Парк 700-річчя Львова
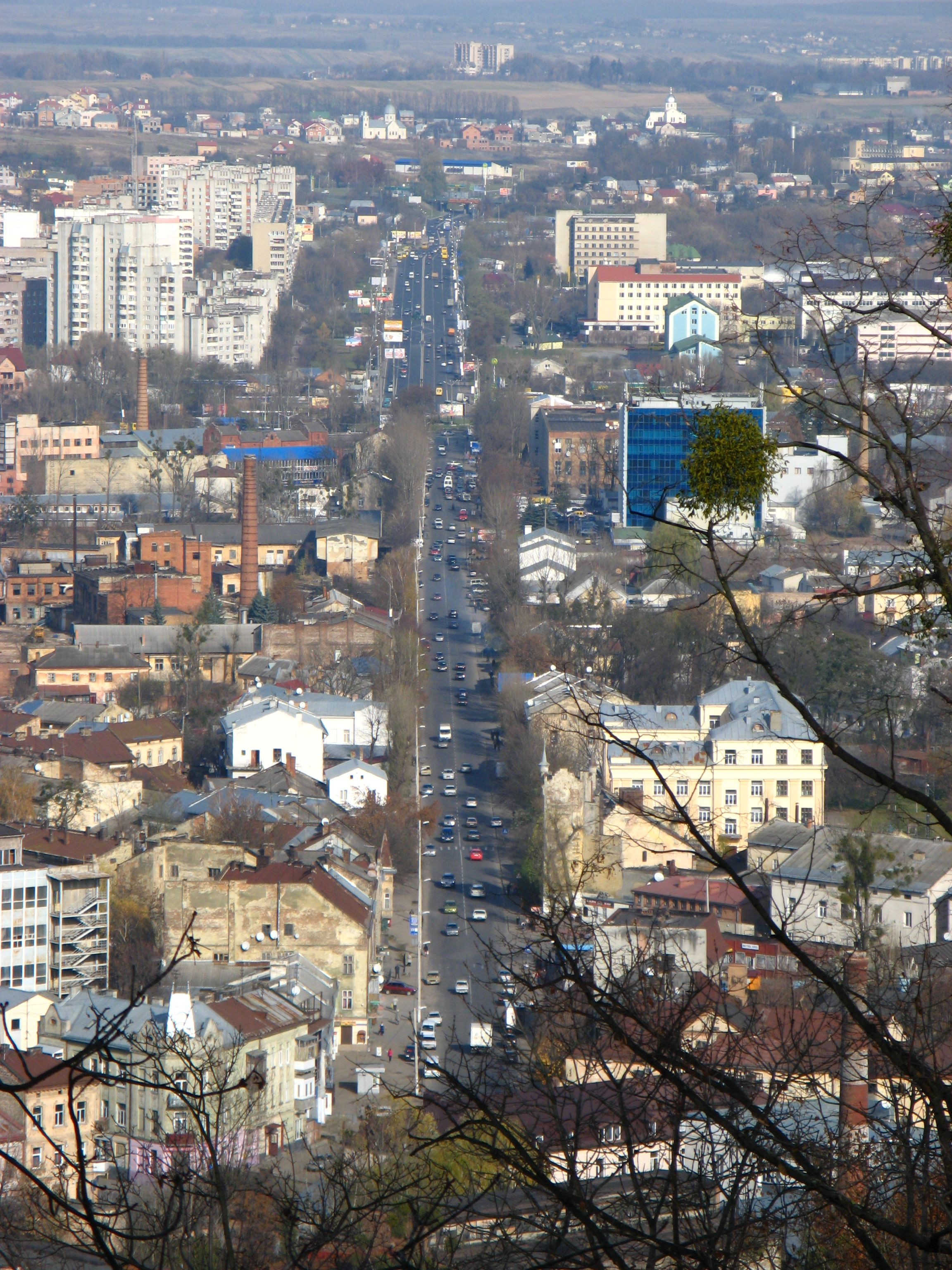
Вигляд із Замкової гори на вулицю Богдана Хмельницького
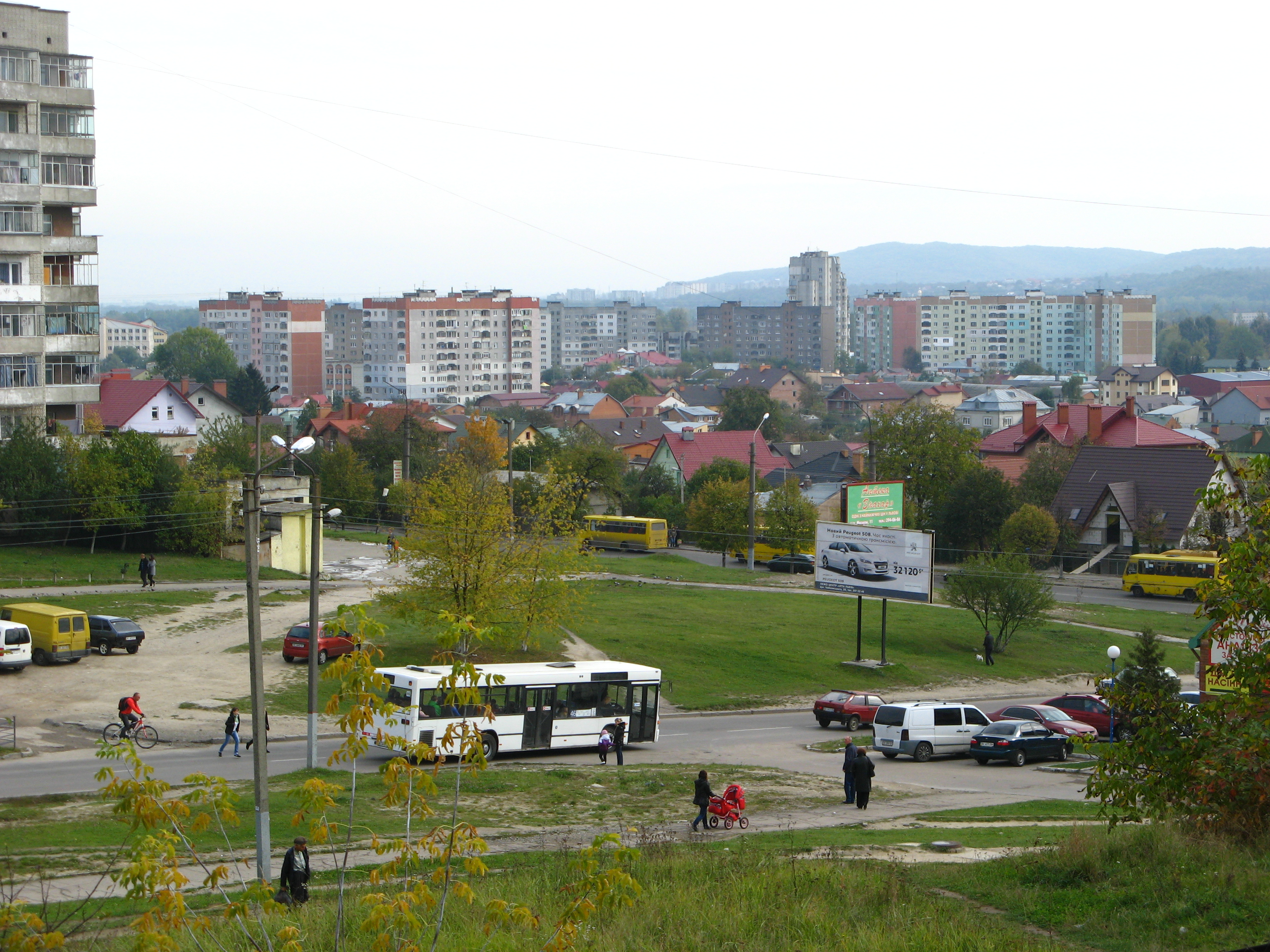
Панорама Збоїщ
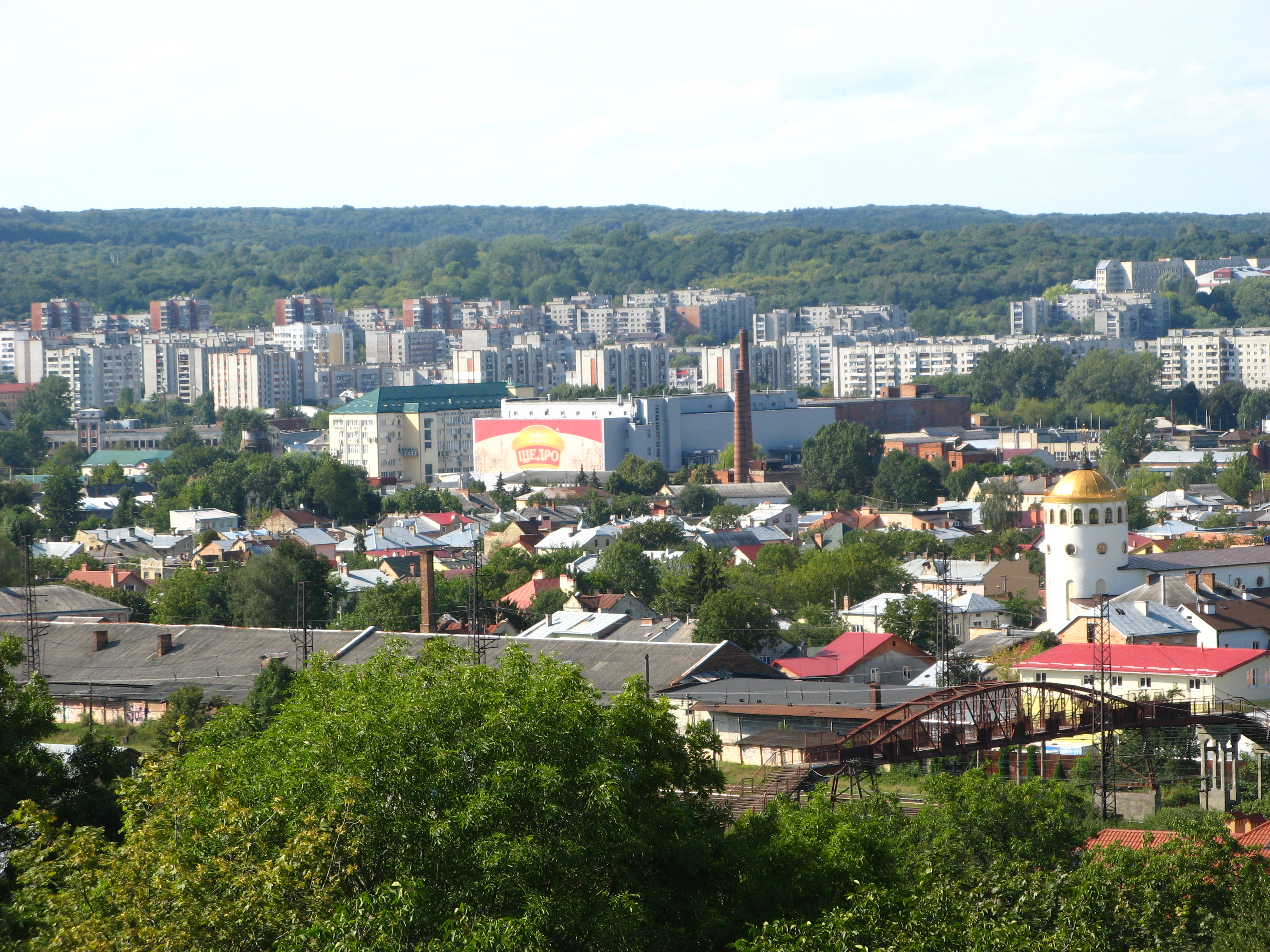
Панорама Замарстинова (висотна забудова). На передньому плані — східна частина району
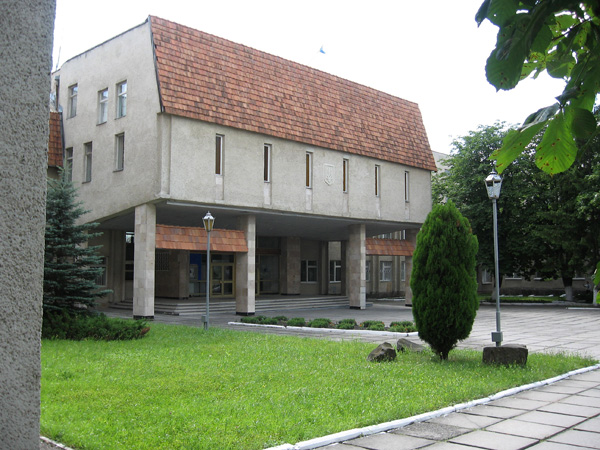
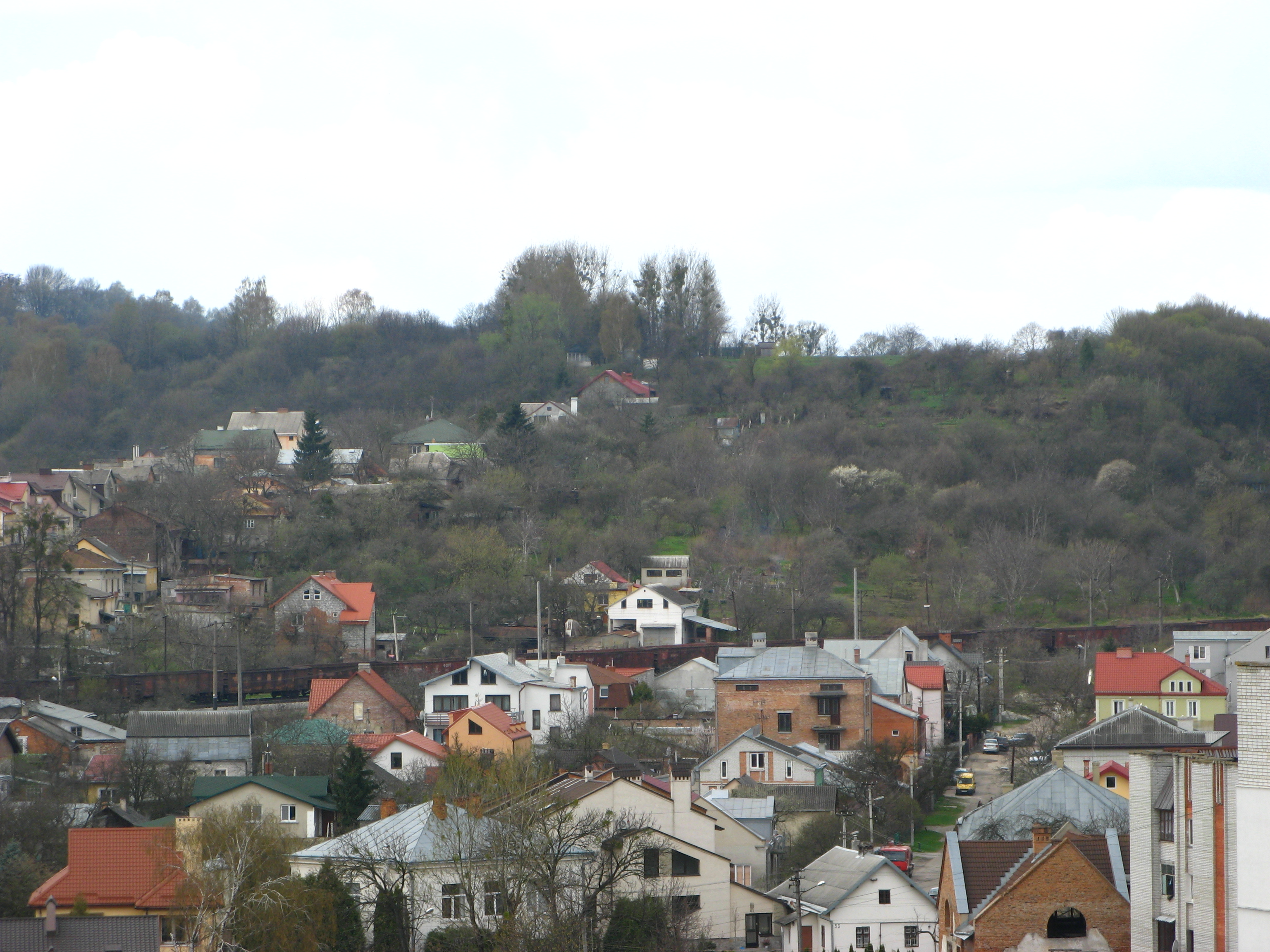
Вигляд на Кортумову горту з проспекту Чорновола